# Jardín Botánico de la Ciudad de Altemburgo
El Jardín Botánico de la Ciudad de Altemburgo (en alemán: Botanischer Garten der Stadt Altenburg) es un jardín botánico de unas 8,3 hectáreas de extensión que se encuentra en la ciudad de Altemburgo en Turingia (Alemania). Su código de identificación internacional es ALTBS.

## Localización
El "Botanischer Garten der Stadt" se encuentra en Heinrich-Zille-Strasse 12, Altenburg, Alemania.
- Teléfono: 03447/316982

## Historia
El jardín botánico fue creado en 1930 por el fabricante de máquinas de coser y amante de las plantas Karl K. Dietrich.
A partir de 1949 la municipalidad de Altemburgo asumió el control, el cuidado y la organización del botánico. 
Debido a dificultades financieras en el presupuesto de la ciudad de Altemburgo, el jardín de Botánico fue cerrado al público, por un tiempo, en el 2003.
La "asociación regional de pequeños jardineros" asumió el control en el restablecimiento del área, gracias a la ayuda de varios patrocinadores y de la "agencia para el trabajo". 
Gracias a las experiencias de este conglomerado surgió en marzo del 2006 la asociación "Botanischer Erlebnisgarten e.V.". En la cual su meta es el de acondicionar y mantener el jardín botánico a largo plazo y obtener fondos de financiación de diversos mecenas tanto públicos como privados. 
Abriendo el jardín botánico de nuevo sus puertas al público el 30 de abril de 2006.

## Colecciones
Entre sus colecciones son de destacar:
- Colección de flores de verano
- Colección del género Erica con 150 taxones
- Rosaleda con 150 taxones de rosas silvestres.
- Invernaderos con Palmas, cactus y suculentas. Los invernaderos permanecen cerrados al público desde mediados de octubre a inicios de mayo.
- Herbario
- Xiloteca

## Actividades
Además de sus actividades de investigación y conservación de especies raras y amenazadas, 
- El jardín botánico presenta 2 exposiciones científicas cada año
- Exhibe una muestra artística cada año.
- En septiembre una muestra de hongos.